# Saison 3 de Portlandia
Chronologie
Saison 2 Saison 4
La troisième saison de Portlandia a été diffusée pour la première fois aux États-Unis sur IFC entre le 14 décembre 2013 et le 1er mars 2013.

## Épisodes
| No. | #  | Titre                                       | Réalisation     | Scénario                                                        | Date de diffusion | Audience |
| --- | -- | ------------------------------------------- | --------------- | --------------------------------------------------------------- | ----------------- | -------- |
| 17  | 1  | titre français inconnu Winter in Portlandia | Jonathan Krisel | Fred Armisen, Carrie Brownstein, Jonathan Krisel et Bill Oakley | 14 décembre 2012  |          |
|     |    |                                             |                 |                                                                 |                   |          |
| 18  | 2  | titre français inconnu Take Back MTV        | Jonathan Krisel | Fred Armisen, Carrie Brownstein, Jonathan Krisel et Bill Oakley | 4 janvier 2013    |          |
|     |    |                                             |                 |                                                                 |                   |          |
| 19  | 3  | titre français inconnu Missionaries         | Jonathan Krisel | Fred Armisen, Carrie Brownstein, Jonathan Krisel et Bill Oakley | 4 janvier 2013    |          |
|     |    |                                             |                 |                                                                 |                   |          |
| 20  | 4  | titre français inconnu Nina's Birthday      | Jonathan Krisel | Fred Armisen, Carrie Brownstein, Jonathan Krisel et Bill Oakley | 11 janvier 2013   |          |
|     |    |                                             |                 |                                                                 |                   |          |
| 21  | 5  | titre français inconnu Squiggleman          | Jonathan Krisel | Fred Armisen, Carrie Brownstein, Jonathan Krisel et Bill Oakley | 18 janvier 2013   |          |
|     |    |                                             |                 |                                                                 |                   |          |
| 22  | 6  | titre français inconnu Off the Grid         | Jonathan Krisel | Fred Armisen, Carrie Brownstein, Jonathan Krisel et Bill Oakley | 25 janvier 2013   |          |
|     |    |                                             |                 |                                                                 |                   |          |
| 23  | 7  | titre français inconnu The Temp             | Jonathan Krisel | Fred Armisen, Carrie Brownstein, Jonathan Krisel et Bill Oakley | 1er février 2013  |          |
|     |    |                                             |                 |                                                                 |                   |          |
| 24  | 8  | titre français inconnu Soft Opening         | Jonathan Krisel | Fred Armisen, Carrie Brownstein, Jonathan Krisel et Bill Oakley | 8 février 2013    |          |
|     |    |                                             |                 |                                                                 |                   |          |
| 25  | 9  | titre français inconnu Alexandra            | Jonathan Krisel | Fred Armisen, Carrie Brownstein, Jonathan Krisel et Bill Oakley | 15 février 2013   |          |
|     |    |                                             |                 |                                                                 |                   |          |
| 26  | 10 | titre français inconnu No-Fo-O-Fo-Bridge    | Jonathan Krisel | Fred Armisen, Carrie Brownstein, Jonathan Krisel et Bill Oakley | 22 février 2013   |          |
|     |    |                                             |                 |                                                                 |                   |          |
| 27  | 11 | titre français inconnu Blackout             | Jonathan Krisel | Fred Armisen, Carrie Brownstein, Jonathan Krisel et Bill Oakley | 1er mars 2013     |          |
|     |    |                                             |                 |                                                                 |                   |          |